# 喜劇演員 (藝術品)
《喜劇演員》（英語：Comedian）是意大利藝術家毛里齊奧·卡特蘭在2019年創作的藝術品。版本有三，是根用布膠帶粘在牆上的新鮮香蕉。作為概念藝術品，它包含作品證明書以及詳細的圖表和正確展示的說明。該作品的兩個版本在邁阿密海灘巴塞爾藝術展上皆以十二萬美元的價格售出，引起了媒體的廣泛關注。第三版捐贈給古根漢美術館。

## 背景與描述
毛里齊奧·卡特蘭是位意大利藝術家，以其詼諧的藝術而聞名，例如他在2016年的創作《美國》——一個功能齊全的金色馬桶。他之前在1999年的《完美的一天》中將藝術經銷商馬西莫·德·卡羅用布膠帶粘在畫廊的牆上。在2019年巴黎國際當代藝術博覽會上，美國概念干預主義者梅斯·方丹（Meth Fountain）在牆上粘了個吃一半的可頌，比《喜劇演員》早了幾個月。
《喜劇演員》是件被布膠帶粘在牆上的新鮮香蕉所組成之作品。卡特蘭在邁阿密的一家雜貨店以約三十美分的價格買了這些香蕉。作品附有作品證明書和詳細的正確展示說明，供作品擁有者在展示作品時使用。《喜劇演員》的實物並非作品本身，香蕉和膠帶都可以根據需要來更換。這是卡特蘭15年來首次為一場藝術博覽會創作的藝術品。這件作品被比作安迪·沃荷在1967年的水果普普藝術品。展出作品的畫廊主伊曼紐爾·佩羅廷表示，香蕉是「全球貿易的象徵、一語雙關，也是種經典的幽默手段」。

## 評價
《喜劇演員》引起了爭議，羅賓·波格雷賓等一些作家質疑這是否是藝術。《衛報》稱《喜劇演員》是「匪夷所思的天才之作。……它讓人想起了露西兒·布魯斯《發展受阻》的老笑話，關於有錢人不知道香蕉的價格」。《Artnet》寫道，這件作品是本週最糟糕的作品之一，卡特蘭「以某種方式欺騙了一群收藏家，讓他們以12萬美元一根的價格購買粘在牆上的香蕉。說真的」。《今日美國》冷笑道：「這件藝術品就是香蕉——字面上來說」。《新聞週刊》稱其為「幽默的極簡主義藝術品」，而《ARTnews》則問這作品是憤世嫉俗的還是令人興奮的。CBS新聞新聞報導稱：「這可能是今年活動中最受關注的藝術品」。12月13日，《紐約郵報》以《喜劇演員》為封面。諾亞·查尼在其2021年出版的《畫廊裡的魔鬼》（The Devil in the Gallery）一書中表示，「喜劇演員既不美麗，也不展現技巧，因此它代表杜尚主義之路線」。作者布萊恩·C·尼克森（Brian C. Nixon）在其著作《Beauty (and the Banana)》中表示：「至少可以說，《喜劇演員》是對當代藝術狂野世界的評論，傳達了文化如何理解、詮釋藝術以及如何與藝術互動」。

### 交易
作品發行了三個版本，其中兩件在巴塞爾藝術展上以十二萬美元的價格售出。售價引起媒體廣泛關注。其中一個版本由科萊特的創始人莎菈·安斗曼（Sarah Andelman）購買。
2020年8月，藝術家達米恩·赫斯特向媒體抱怨他無法購買這作品，並表示願意用自己的任何作品與卡特蘭交換，卡特蘭則回覆這件作品已售罄。次月，《喜劇演員》捐贈給古根漢美術館，並附有安裝和展示的說明與圖表。
2024年，加密货币企业家孙宇晨以620万美元的价格购买该作品，称“将亲自吃掉这根香蕉，以纪念其在艺术史和流行文化中的地位”。

### 介入
作品售出後在巴塞爾藝術展展出期間，喬治亞行為藝術家大衛·達圖納在一次名為「飢餓藝術家」的介入下吃了這作品。當天晚些時候更換了香蕉。儘管達圖納被要求離開展會，但沒有對他採取任何法律行動。達圖納表示：「我們所認為的唯物主義不過是社會條件。任何與物品之間有意義的互動都可以將其轉化為藝術。我是飢餓藝術家，我渴望新的互動」。
2023年4月，在Leeum美術館展出作品時被學生盧賢秀（Noh Hyun-soo）吃了，然後把果皮粘回牆上。當被問到為什麼要吃作品時，他說他當天沒吃早餐，餓了。

### 演繹
在一系列的宣傳之後，一些藝術家諷刺與演繹《喜劇演員》。設計師塞巴斯蒂安·埃拉蘇里斯用膠帶將假屌粘在牆上，並以12,000美元的價格出售。加密貨幣藝術家CryptoGraffiti創作了《商品》（The Commodity），「它指示收藏家找到並領取一根刻有比特幣密鑰地址的香蕉」。女演員布魯克·雪德絲用藍色膠帶將一根香蕉粘在自己額頭上，並將其配上標題「一張昂貴的自拍照」發布到Instagram上。設計師西門·波特·賈克穆斯「用膠帶粘了一個黃色微型勒奇基托（Le Chiquito）包時創造了一個銷售機會」。大力水手炸雞與邁阿密的聖保羅城市藝術畫廊合創了《The Sandwich》，是將自家的炸雞漢堡用膠帶粘在白牆上，它的上市價格為120,003.99美元，並「憑藉其自身的力量引起了病毒式的轟動」。一些品牌也隨其紛紛效仿，包括紐約大都會、漢堡王、沛綠雅、家樂福、絕對伏特加等。

## 移除
2019年12月8日星期日早上，《喜劇演員》從展會上移除，策展人移除作品是因為擔心排隊的人群會損壞其他藝術品。畫廊移除作品後發表以下聲明：
《喜劇演員》的構圖雖然簡單，卻反應出我們那複雜的一面，我們衷心感謝所有參與這一場難忘冒險的人，也衷心感謝我們的同僚。此外，我們真心向今天不能欣賞《喜劇演員》的觀眾致上最高的歉意。
移除後，佩羅廷創建了社交媒體帳戶，專門用在展示該作品。展示此作品的一面牆後來被來自馬薩諸塞州的羅德里克·韋伯（Roderick Webber）破壞，用口紅寫著「艾普斯坦沒有自殺」（原文如此），但他很快就被保安拖走了。

## 法案
藝術家喬·莫佛德（Joe Morford）對卡特蘭提起訴訟，指控他侵權自己2000年的作品《香蕉與橘子》（Banana & Orange）。莫佛德的藝術品《香蕉與橘子》，其特色是用膠帶將這兩種水果的塑膠複製品粘在兩塊綠色面板上。鑑於莫佛德聲稱《喜劇演員》和《香蕉與橘子》之間有相似之處，認為《喜劇演員》抄襲了《香蕉與橘子》，並對此提出侵權索賠，莫佛德進一步聲稱卡特蘭可能看過他的作品並受其影響。2023年6月9日，美國佛羅里達州南區聯邦地區法官小羅伯特·N·斯科拉（Robert N. Scola Jr.）批准了卡特蘭的簡易判決動議，在審判前結案。

## 外部連結
- 喜劇演員的Instagram帳戶